# Commandement des forces aériennes
Pour les articles homonymes, voir CFA.
Le Commandement des forces aériennes (CFA) est l'un des quatre grands commandements de l'armée de l'air française.
Le 4 juillet 2023, le Commandement des forces aériennes (CFA) a fait ses adieux sur la base aérienne 106 de Bordeaux-Mérignac. Fruit de la réorganisation de l'AAE, le Commandement territorial de l'armée de l'Air et de l'Espace (CTAAE) lui a succédé en septembre 2023. 

## Présentation
Le CFA est un commandement organique majeur de l'Armée de l'air française, il est chargé de la préparation et du soutien opérationnel des forces conventionnelles, spéciales et d’appui. Ce commandement est organisé autour d’un état-major, de sept brigades métiers et d’un centre de permanence actif en permanence sur la base aérienne 106 de Bordeaux-Mérignac. C'est lui qui gère l'ensemble des ressources humaines et techniques permettant à l'armée française de disposer d'une force aérienne autonome en opération extérieure. Il regroupe ainsi 24 000 hommes et femmes répartis dans plus de 500 unités en France et à l’étranger.
En raison de ses compétences, il intervient en relation avec de nombreuses autres composantes militaires telles que l'État-major des armées, l'État-major de l'Armée de l'air, le Commandement de la défense aérienne et des opérations aériennes (CDAOA), le commandement des Forces aériennes stratégiques (CFAS), la direction des ressources humaines (DRHAA), la SIMMAD, l'European Air Transport Command (EATC), bases aériennes, escadres, unités...
Il a été créé en 2014, par la fusion du commandement du soutien des Forces aériennes (CSFA, déjà situé à Mérignac) et du commandement des Forces aériennes (CFA, qui était basé à Dijon). Cette implantation en Aquitaine permet aussi un rapprochement avec les entreprises du secteur aéronautique et spatial.

## Organisation en brigades

### Brigade aérienne de l'aviation de chasse (BAAC)

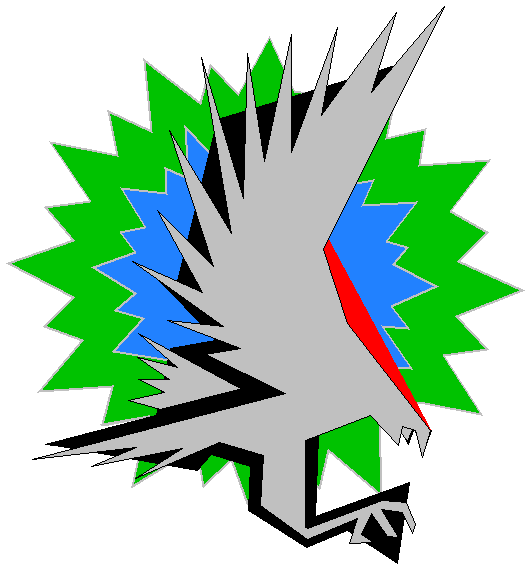
Insigne de la BAAC.

La Brigade aérienne de l'aviation de chasse (BAAC), basée au sein de la caserne Blandan à Nancy, est responsable de la préparation et de la mise en condition opérationnelle des unités « chasse » de l’armée de l’Air et de l'Espace française. Elle a sous ses ordres une vingtaine d’unités équipées d’avions de chasse et de drones qui peuvent être engagées en permanence dans n'importe quelle région du monde.
D’une part, elles garantissent sans interruption la souveraineté de l’espace aérien français et la police du ciel sur le territoire national. D’autre part, dans le domaine de l’intervention immédiate, les unités de combat de la BAAC apportent d'importantes capacités d'intervention à la Défense nationale française :
- elles permettent des frappes aériennes conventionnelles ;
- elles assurent la protection des forces déployées au sol et la maîtrise du ciel en opérations extérieures (feu aérien en appui des forces lors des combats terrestres, missions de surveillance, de reconnaissance et de recueil de renseignement).

Du côté de la formation et de l’entraînement, la BAAC procède à la spécialisation « chasse » des navigants. Elle est également chargée de la formation opérationnelle des équipages et des contrôleurs aériens avancés. Certaines de ces formations sont également dispensées au personnel des autres armées (notamment l'aviation de la marine nationale) et de nations alliées.
Enfin, elle rassemble plusieurs unités de « prestige » de l’armée de l’air[réf. nécessaire] : la Patrouille de France, l’équipe de voltige aérienne et le présentateur Rafale.

### Brigade aérienne d'assaut et de projection (BAAP)

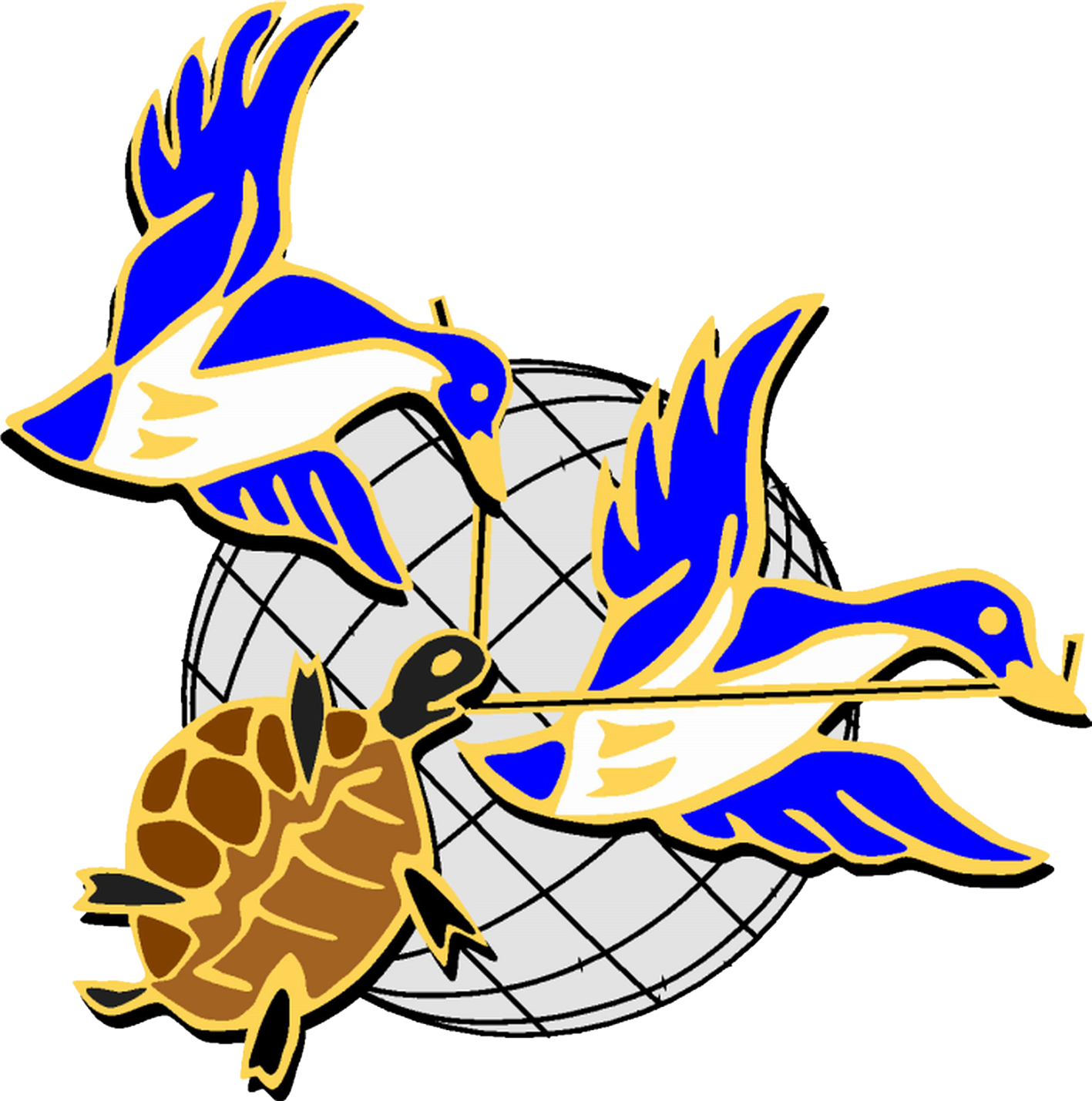
Insigne de la BAAP.

La projection de forces par voie aérienne est une capacité constitutive de l’armée de l’air nécessaire au succès des opérations militaires. Les unités navigantes de la BAAP stationnées en métropole, prépositionnées en outre-mer ou à l’étranger et engagées en opérations sont spécialisées dans ce domaine. Ainsi, elles assurent l’acheminement, l’engagement, l’appui, le soutien ainsi que le désengagement des forces armées françaises[réf. nécessaire].
Elles participent à la manœuvre tactique en mettant en œuvre une flotte diversifiée d’avions stratégiques, tactiques, de liaison et d’hélicoptères. Par ailleurs, ses unités de transit et escales aériennes militaires contribuent à l'organisation logistique militaire par le traitement du fret, la gestion des passagers et l’accueil des aéronefs et de leurs équipages. En 2018, l’objectif pour 2030 est qu'elle soit en mesure de transporter 6 000 tonnes et 2 300 passagers chaque semaine.
Engagées au profit des forces spéciales, des services spécialisés et sur tous les théâtres d’opérations, les unités de la BAAP réalisent également des missions particulières dont la recherche et le sauvetage au combat, les évacuations aérosanitaires, l’appui feu de troupes au sol, les mesures actives de sûreté aérienne dans le cadre de la posture permanente de sûreté aérienne (PPS), le transport des hautes autorités gouvernementales ainsi que des missions de service public au profit des populations.
La BAAP pilote la formation au sein de ses centres d’instruction et la préparation opérationnelle de ses unités permettant de mener leurs missions et de pourvoir aux besoins des opérations. Sa devise est « Combattre et Sauver ».

### Brigade aérienne des systèmes d'armes et de la logistique (BASAL)

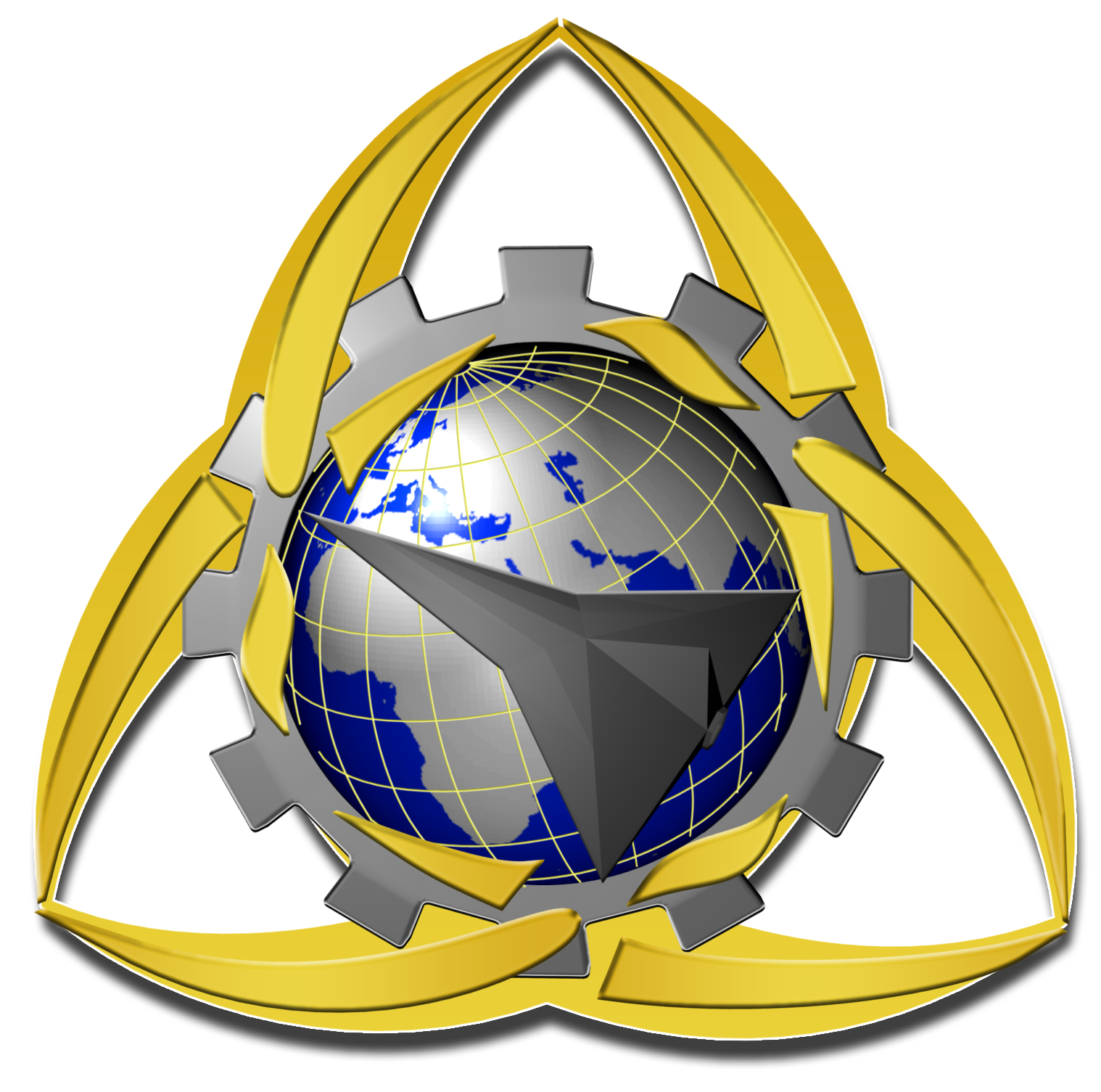
Insigne de la BASAA.

La BASAL assure la mise en œuvre, le maintien et la mise en condition opérationnelle des moyens du niveau du soutien technique et logistique opérationnel. Elle est garante de l’optimisation des ressources humaines, matérielles et logistiques pour répondre aux besoins de l’activité aérienne sur les bases et détachements air, en France comme à l’étranger.
Concrètement, des escadrons de soutien technique aéronautique sont chargés de la mise en œuvre opérationnelle et de la maintenance des systèmes d’armes conventionnels de l’armée de l’air, c'est-à-dire des 600 aéronefs (avions de chasse, de transport, hélicoptères, drones...), des armements et des équipements qui y sont associés. Les autres unités technico-opérationnelles rattachées à la BASAL sont chargées de la fonction logistique aéronautique (ravitaillement, stockage, distribution ou transport), des matériels d’environnement aéronautique et de la formation spécialisée. Elle dispose aussi d'unités aux missions très spécifiques comme les groupes d’intervention de neutralisation, enlèvement et destruction d’explosif ou les équipes techniques expertes en contrôles non destructifs et en réparations.
En tout, la BASAL compte près d’une centaine d’unités, réunissant plus de 7 000 personnes. Un millier de militaires des services techniques d’unités navigantes et sol-air sont également sous sa tutelle.

### Brigade aérienne d’appui à la manœuvre aérienne (BAAMA)

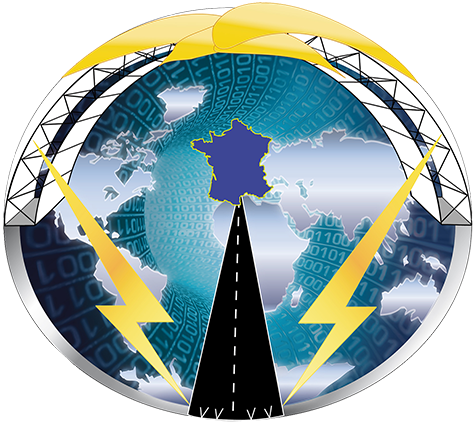
Insigne de la BAAMA.

La BAAMA a pour mission de gérer l’ensemble des systèmes d’information et de communication (SIC) et des infrastructures de l'Armée de l'air.
Cette brigade regroupe ainsi l’ensemble des métiers qui participent au déploiement, à la mise en œuvre et au maintien en condition des systèmes de surveillance, d’information et de communication ainsi que des installations aéronautiques, en stationnement comme en projection. La brigade appuie également l’état-major de l’armée de l’air pour identifier et répondre aux besoins des forces dans ces domaines et notamment l’adaptation des infrastructures des bases destinées à accueillir les nouveaux systèmes d’armes (A400M, MRTT, Rafale, SCCOA).
Côté unités, les escadrons des SIC aéronautiques et les centres radios sol-air apportent un soutien permanent au profit des forces stationnées. Six unités d’appui au déploiement conçoivent et déploient les infrastructures et l’environnement SIC indispensables à l’action aérienne : le 25e régiment du génie de l'air, l'escadre aérienne d'appui aux opérations, le groupement aérien des installations aéronautiques et trois escadrons de l’escadre aérienne de commandement et de conduite projetable.
Des équipes techniques ou centres spécialisés détiennent l’expertise sur ces équipements et assurent la formation du personnel. Enfin, le groupement aérien de l’informatique opérationnelle est expert dans le domaine de la Cyberdéfense.

### Brigade aérienne du contrôle de l’Espace (BACE)

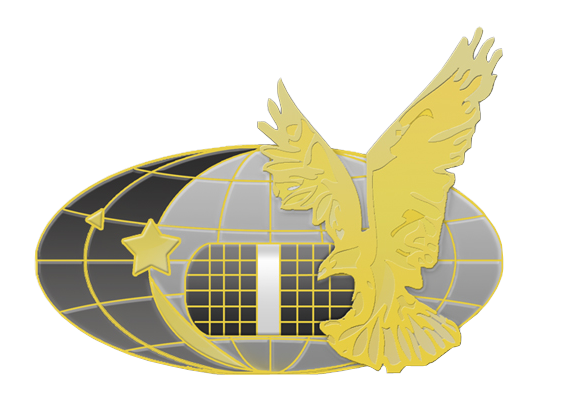
Insigne de la BACE.

La BACE participe au contrôle aérien et à la défense sol-air. Elle contribue ainsi au dispositif global de la défense aérienne. Ses 44 unités exercent leurs missions principalement dans les domaines du contrôle aérien, de la guerre électronique et de la défense sol-air.
Parmi ces unités, deux centres sont destinés à la formation des contrôleurs aériens et des opérateurs des systèmes sol-air. Dans le domaine du sol-air, quatre escadrons de défense sol-air [Quand ?] assurent la protection des sites sensibles et des forces déployées contre toutes les menaces classiques ou balistiques. Ils mettent en œuvre les différents systèmes de missiles Crotale et  Aster 30 (SAMP/T Mamba).
Dans le domaine du contrôle, les escadrons des services de la circulation aérienne fournissent les services de contrôle local, de la météorologie et la protection contre le péril animalier sur les plates-formes de l’armée de l’air. Les centres de détection et de contrôle surveillent l’espace aérien national, assurent le contrôle de la police du ciel et contribuent à l’entraînement des forces aériennes. Les centres militaires de coordination et de contrôle sont chargés du contrôle en route des aéronefs militaires. L’escadron de détection et de contrôle mobile assure des missions de contrôle tactique sur le territoire national ou en opérations. Enfin, la 36e  escadre de commandement et de conduite aéroportée est équipé de quatre avions radars AWACS E-3F, essentiels pour des missions de type surveillance ou commandement et conduite des opérations aériennes sur, à partir ou hors du territoire français.

### Brigade des forces spéciales air (BFSA)

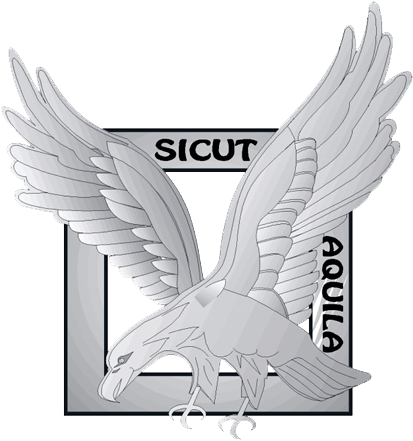
Insigne de la BAFSI.

Les unités de protection de la BFSA assurent la sécurité et la protection des moyens de l’armée de l’air en France et à l'étranger.
Les commandos parachutistes de l’air (CPA) lui sont rattachés, ces derniers sont spécialisés dans les missions d’appui à la manœuvre aérienne et de recherche et sauvetage au combat et particulièrement dans les opérations spéciales uniquement pour le CPA 10 et le CPA 30. Ils interviennent dans le cadre des opérations aériennes et des opérations interarmées. Une vingtaine d’escadrons de protection protège aussi les bases aériennes en France métropolitaine, en outre-mer et sur les théâtres d’opérations. Ils participent également à la posture permanente de sûreté aérienne avec les tireurs d’élite de la capacité MASA (mesures actives de sûreté aérienne) par hélicoptère.
La BFSA compte également deux unités aériennes :  l'escadron de transport 3/61 Poitou et l'escadron d'hélicoptères 1/67 Pyrénées. 
Enfin, plusieurs unités de formation dépendent de la BFSA pour former l’ensemble des aviateurs militaires du rang, instruire et qualifier le personnel fusilier, et maître-chien.
Parmi elles, le centre de préparation opérationnelle du combattant de l’armée de l’air (CPOCAA), inauguré en août 2015 à Orange qui accueille 4 000 stagiaires par an et le centre de formation à la survie et au sauvetage (CFSS) sur la base aérienne de Cazaux qui forme dans ce domaine particulier auprès du personnel navigant des trois armées.

### Brigade des pompiers de l'air (BPA)

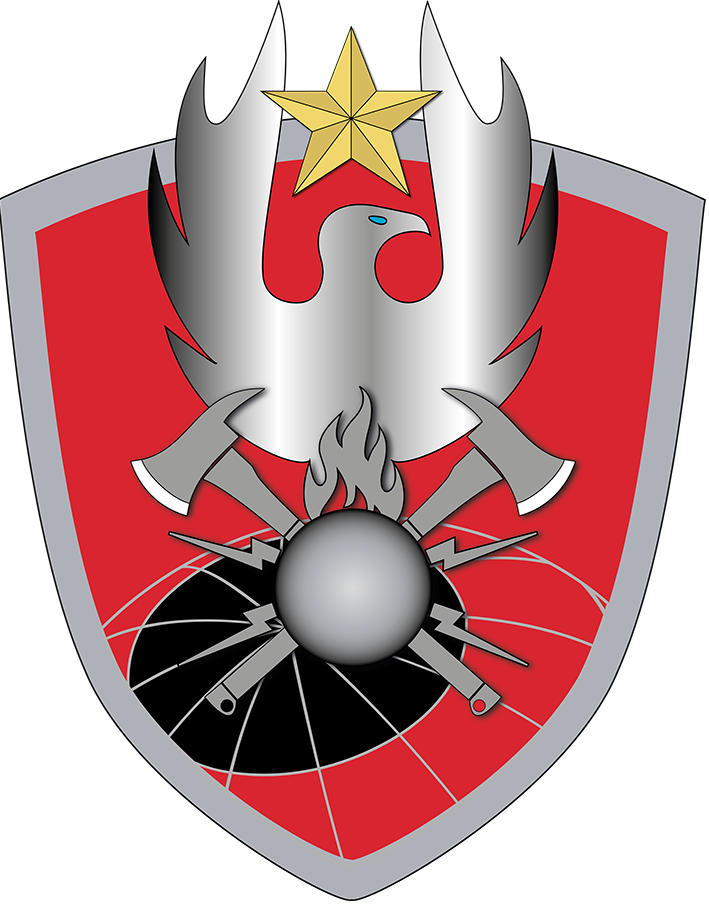
Insigne de la BPA

La Brigade des pompiers de l'air réunit les pompiers de l'air et les unités Nedex (Neutralisation et destruction des explosifs) de l'Armée de l'air et de l'espace. Elle compte 28 unités réparties en métropole, en outre-mer et à l'étranger pour un total d'environ 1500 personnes. Cette nouvelle brigade a été créée le 30 août 2021.
Le Centre de formation des techniciens de la sécurité de l'armée de l'air (CFTSAA) lui est rattaché. Le CFTSAA assure la formation des pompiers aéronautiques de armées, des pompiers de l'air et des spécialistes NRBC de l'armée de l'air et de l'espace. Il assure le maintien des compétences des pompiers aéronautiques des armées. Il accueille près de 1800 stagiaires par an.
L'unité d'intervention NRBC (UI NRBC) est rattachée à la BPA.
L'état-major de la BPA est implanté sur la Base aérienne 120 de Cazaux, historiquement liée au domaine de la pyrotechnie, du secours incendie et de la menace nucléaire, radiologique, biologique et chimique (NRBC).

## Insigne
L'insigne du CFA a été homologué le 1er octobre 2014 sous le numéro A 1445.
L'insigne est constitué :
- d'un globe terrestre, rappelant la mobilité des unités du CFA ;
- d'un rapace, évocation de la puissance aérienne, dont l’œil rouge souligne la précision ;
- d'un glaive d'or, évocation à la fois de l'emploi conscient et maîtrisé de la force, et métal symbolisant le commandement ;
- une teinte générale "acier", évoquant la rusticité et la noblesse du combattant aérien.

## Commandants
- Général de corps aérien Serge Soulet (1er septembre 2013-décédé brutalement le 21 mai 2017)
- Intérim assuré par le commandant en second du CFA, Général de division aérienne Richard Reboul
- Général de corps aérien Jean Rondel (17 juillet 2017 - 1er septembre 2019)
- Général de corps aérien Matthieu Pellissier (1er septembre 2019 - 1er septembre 2021)
- Général de corps aérien Laurent Lherbette (depuis le 1er septembre 2021)